# Mini-Europa
Mini-Europa of Mini-Europe is een miniatuurpark. Het ligt aan het Heizelpark in Brussel. De bezoeker kan in een domein van 2,5 ha een wandeling maken langs miniatuurversies van de belangrijkste gebouwen en monumenten in de Europese Unie. Alle maquettes worden door eigen medewerkers ontworpen en gemaakt op een schaal van 1:25. Het geheel is vooral educatief van aard, met een sterke klemtoon op het bijbrengen van weetjes over Europa. Het park trekt 300.000 bezoekers per jaar, waarvan ongeveer de helft uit het buitenland komt.

## Geschiedenis
Mini-Europe opende in 1989 als onderdeel van het Brusselse Bruparck, dat ook een filiaal van de Kinepolis-bioscoopketen herbergde en het in 2018 gesloten tropisch zwemparadijs Océade. Het park werd opgericht door de familie Meeùs, die ook de Walibi-parken opzette. Het idee voor Mini-Europe ontstond uit een concept voor een nieuw parkgedeelte in Walibi Belgium in Waver, maar dat idee bleek te omvangrijk voor het pretpark, en daarom werd op zoek gegaan naar een locatie waar het als een afzonderlijk park kon worden geopend. Mini-Europe werd uiteindelijk gebouwd op de oude locatie van het in 1986 gesloten pretpark Meli Heizel, een filiaal van het West-Vlaamse Meli Park.
Jaarlijks werden nieuwe maquettes toegevoegd. De nieuwste attractie is Spirits of Europe, een interactief parcours waar allerlei weetjes geleerd kunnen worden over de verschillende landen van Europa. De Sint-Marcuskerk in Zagreb is het laatste gebouw dat werd toegevoegd.
Naast statische maquettes vindt men er ook rijdende treintjes en varende scheepjes. De meeste scheepjes worden door touwtjes voortgetrokken, behalve de radiobestuurde scheepjes waarmee bezoekers zelf, tegen betaling, kunnen 'varen'.
Begin april 2019 werd in Mini-Europa een miniatuurversie van de Trevifontein in Rome onthuld; deze maquette werd in het park geplaatst ter gelegenheid van het 30-jarig bestaan van Mini-Europa.

## Toekomst
De attractieparken Mini-Europa en Océade werden in hun voortbestaan bedreigd door het project NEO op de Heizel, een groot winkel-, woon- en kantorenproject. Oorspronkelijk zouden Mini-Europa en het nabijgelegen zwemparadijs eind 2013 de deuren moeten sluiten. Deze termijn werd een eerste keer verlengd tot eind 2016. Océade ging uiteindelijk dicht in oktober 2018. Mini-Europa kon binnen NEO worden geïntegreerd, maar vond geen vergelijk met de stad Brussel over de huurprijs. Verschillende steden werden als kandidaat genoemd om Mini-Europa over te nemen, zoals Kortrijk en Eigenbrakel. Het park bleek in 2019 over een goedgekeurde afbraakvergunning te beschikken. Begin 2021 werd aangekondigd dat een overeenkomst was bereikt om de uitbating te verlengen tot de komst van NEO en om de opname van Mini-Europa in NEO te garanderen.

## Lijst van maquettes

#### België
- Grote Markt van Antwerpen:
  - Gildehuizen
  - Stadhuis
  - Standbeeld van Brabo
- Brussel:
  - Atomium
  - Berlaymontgebouw
  - Grote Markt
  - Stadhuis
- Belfort, Brugge
- Kasteel van Vêves, Celles
- Citadel en Collegiale kerk, Dinant
- Graslei en Rabot, Gent
- Stadhuis, Leuven
- Alden Biesen, Rijkhoven (Bilzen)
- Curtiushuis, Luik

#### Bulgarije
- Rilaklooster

#### Cyprus
- Oud Grieks theater, Kourion

#### Denemarken
- Reconstructie van het Vikingfort in Trelleborg
- Kopenhagen
  - Børsen
  - Nyhavn

#### Duitsland

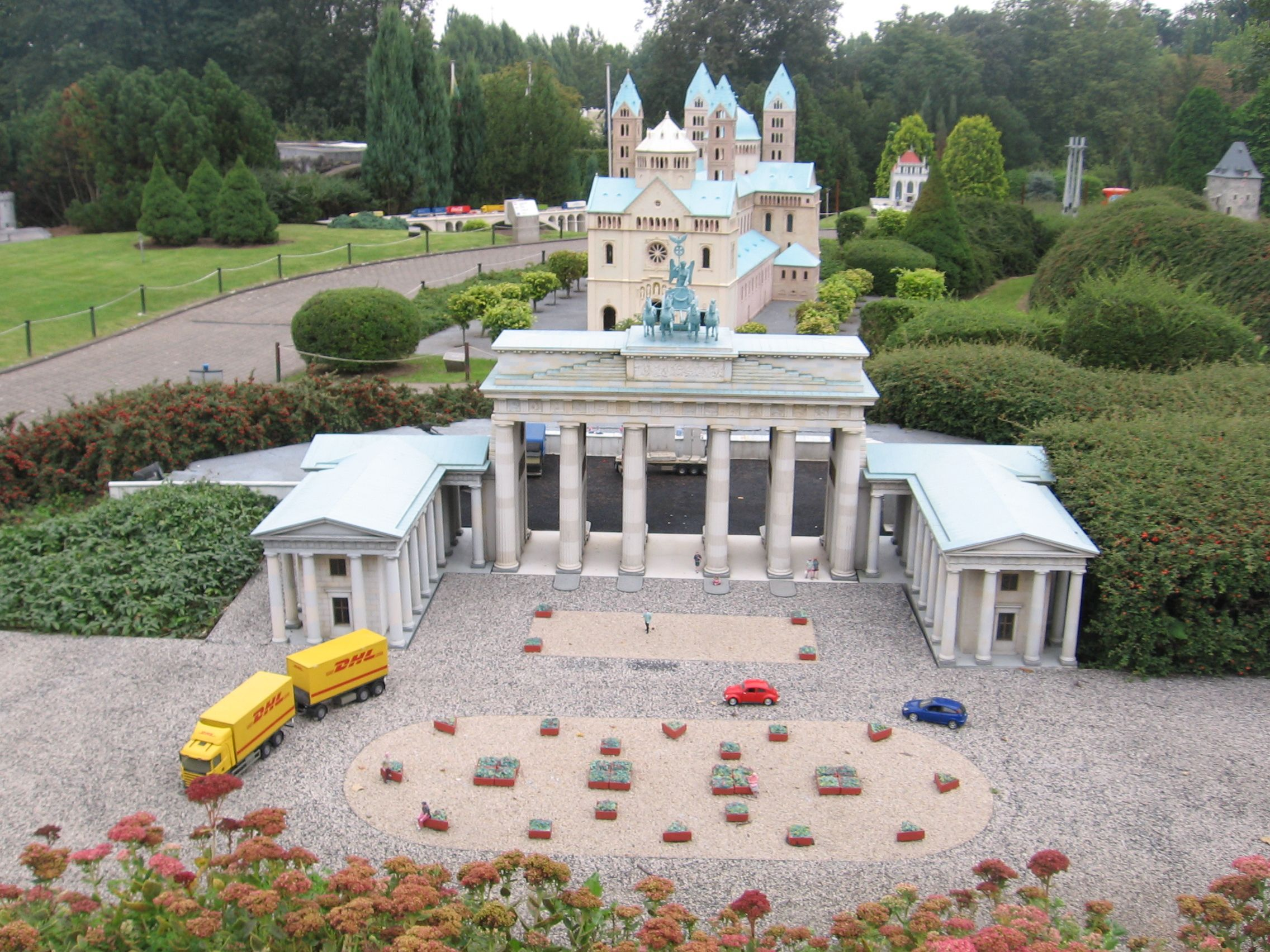
Brandenburger Tor

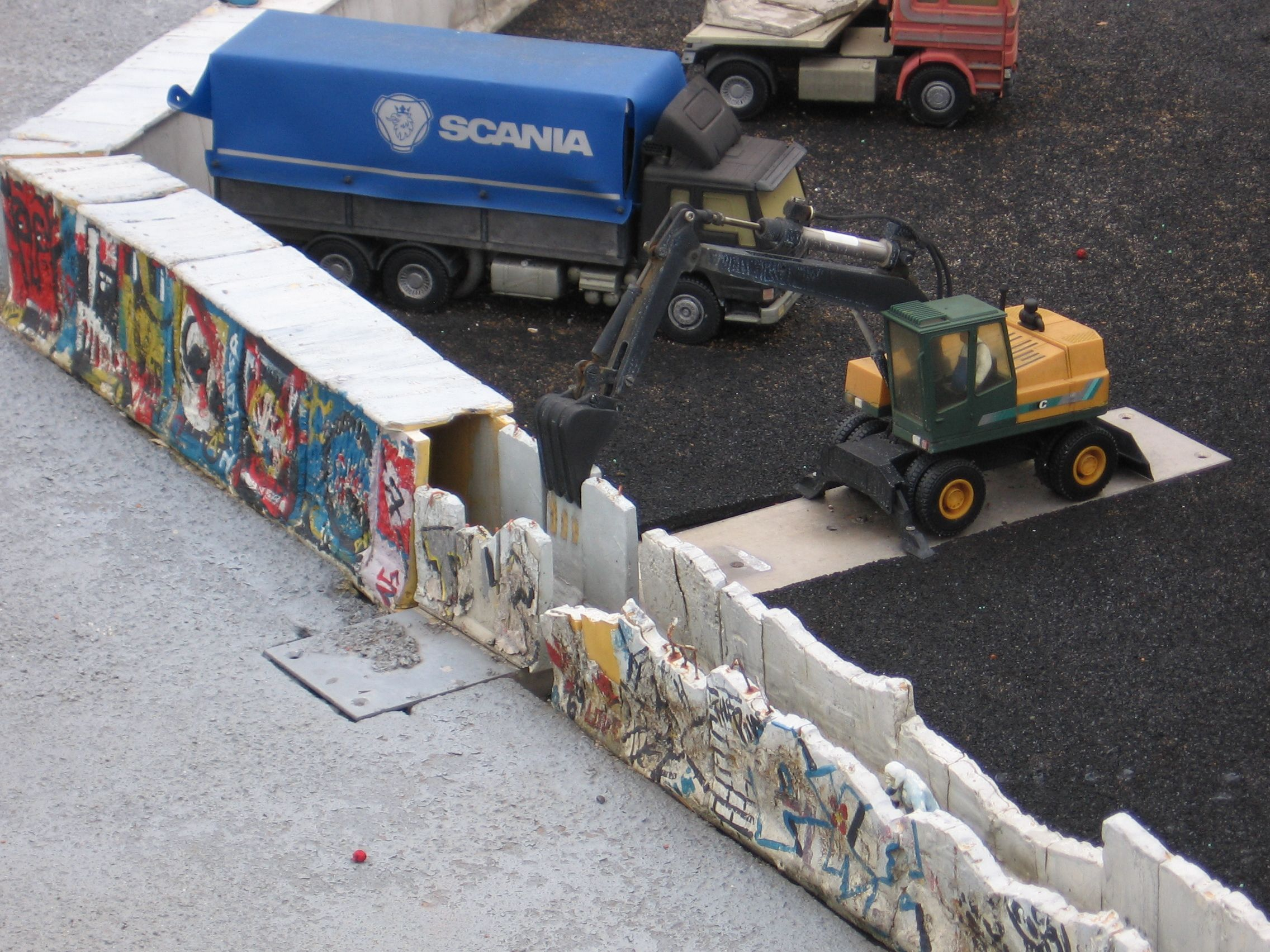
De Berlijnse Muur

- Brandenburger Tor en de Berlijnse Muur, Berlijn
- Bonngasse (straat) met het geboortehuis van Ludwig van Beethoven, Bonn
- Kasteel van Eltz
- Holstentor, Burgtor en Salzspeicher, Lübeck
- Dom van Speyer, Speyer
- Bedevaartskerk van Wies, Wies (Steingaden)
- Porta Nigra, Trier
- Osthofentor, Soest

#### Estland
- Grote kustpoort en de dikke Margarettoren, Tallinn

#### Finland
- Het kasteel Olavinlinna, Savonlinna

#### Frankrijk
- Koninklijke zoutziederij, Arc-et-Senans
- Clos de Vougeot, nabij Dijon
- Kasteel van Chenonceau, Loirevallei
- Parijs:
  - Arc de Triomphe
  - Centre Pompidou
  - Eiffeltoren
  - Sacré-Cœur
- Notre Dame du Haut, Ronchamp

#### 

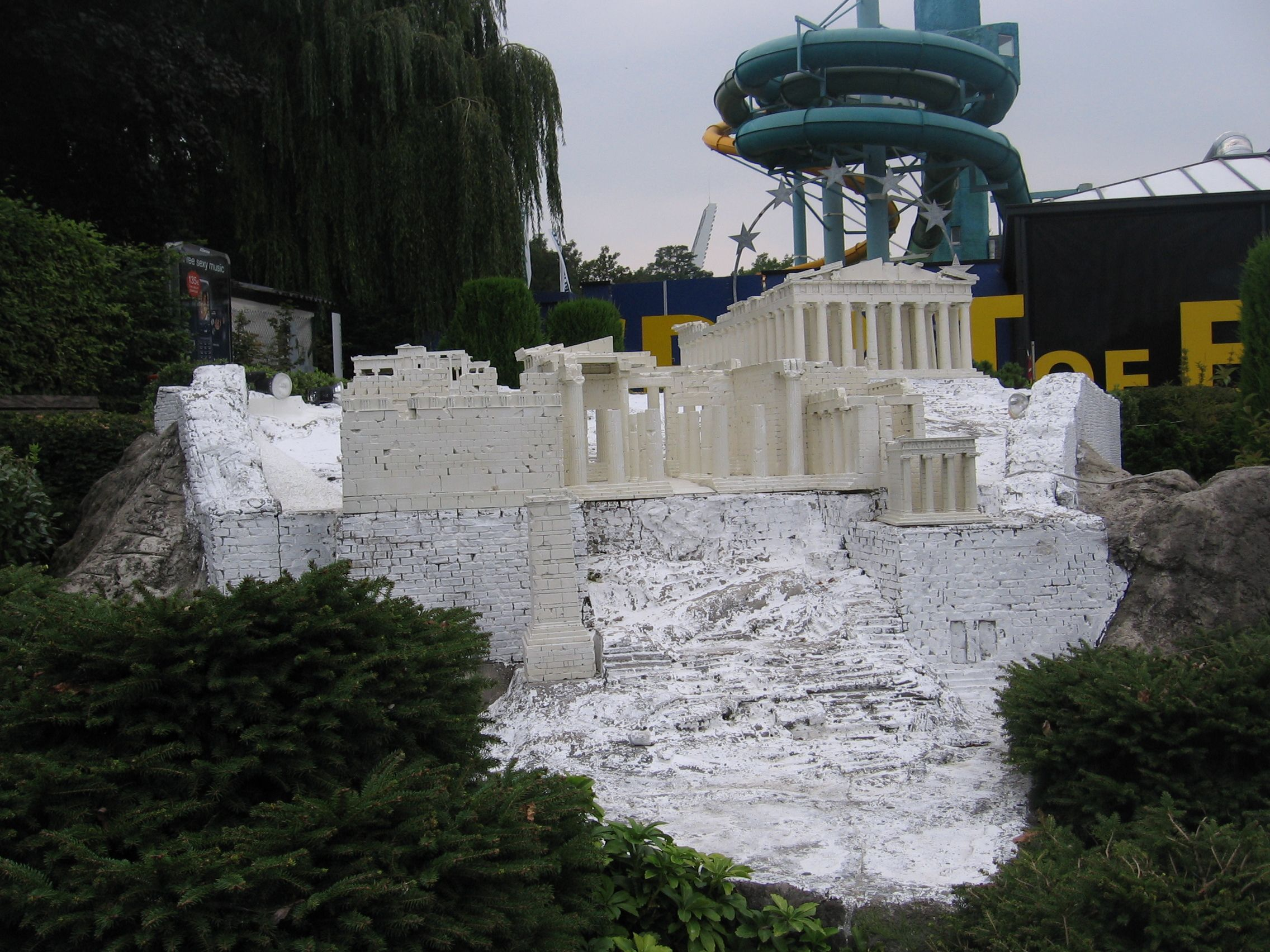
De Akropolis te Athene

#### Griekenland
- Akropolis, Athene
- Traditioneel dorp, Santorini

#### Hongarije
- Széchenyibad, Boedapest

#### Ierland
- Glendaloughklooster, County Wicklow
- Cashel, County Tipperary
- Gallarus Oratory, County Kerry

#### Italië
- Campo dei Miracoli, Pisa:
  - Baptisterium
  - Dom
  - Toren van Pisa
- Trevifontein, Rome
- Palazzo Pubblico, Siena
- Dogepaleis en Campanile, Venetië

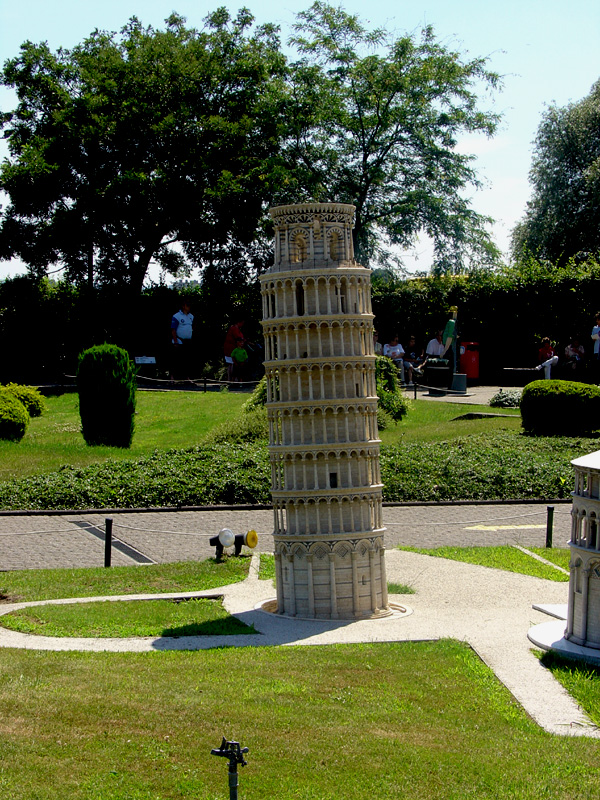
Toren van Pisa

- Villa Almerico Capra "La Rotonda", nabij Vicenza
- Trulli van Alberobello
- Vesuvius, nabij Napels

#### Kroatië
- Sint-Marcuskerk, Zagreb

#### Letland
- Vrijheidsmonument, Riga

#### Litouwen
- Universiteit, Vilnius

#### Luxemburg
- Adolfsbrug, Luxemburg

#### Malta
- Mnajdra-tempel

#### Nederland
- Amsterdam:
  - Montelbaanstoren
  - Munttoren
- Stadhuis, Maastricht

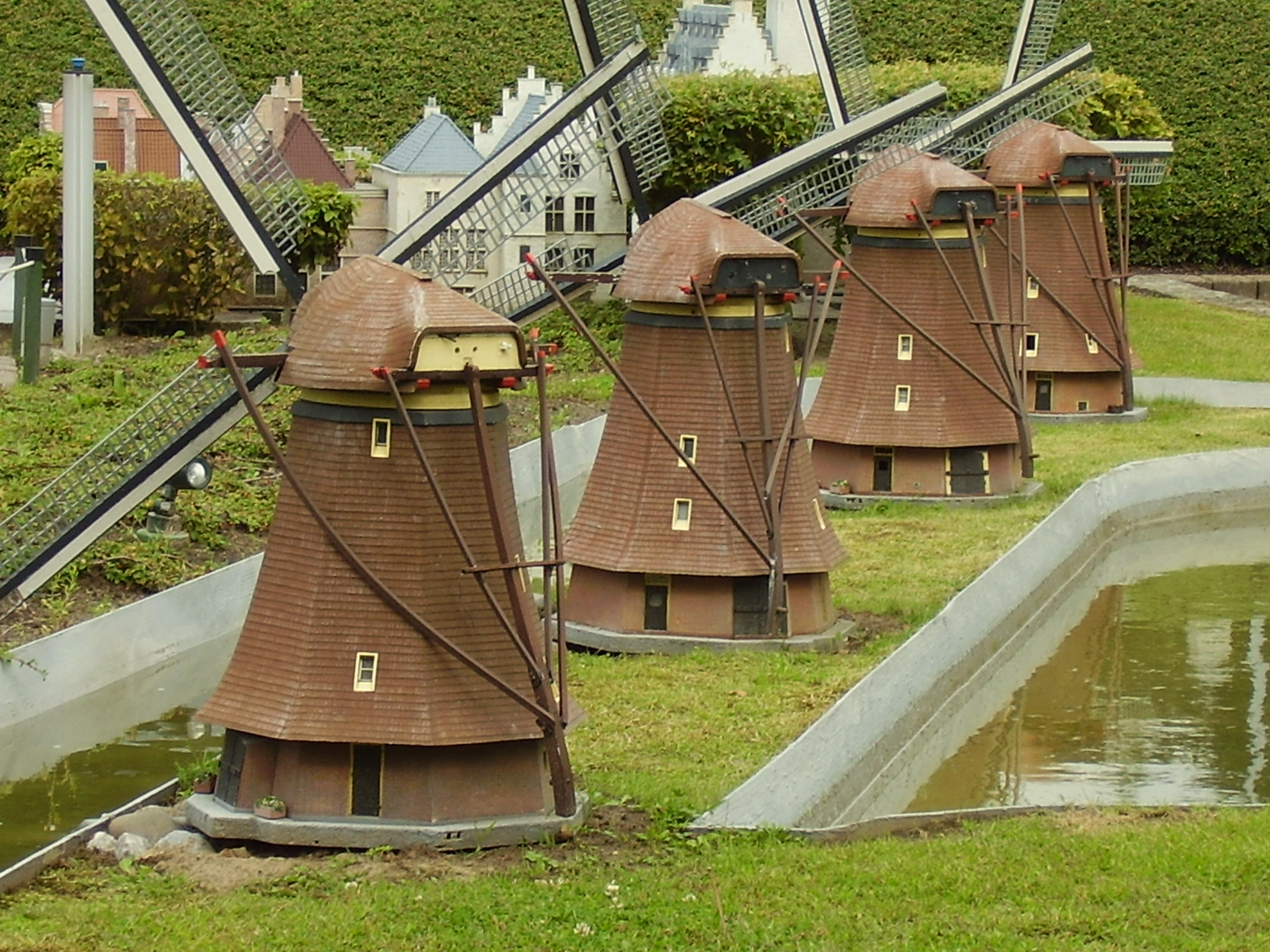
Windmolens in Kinderdijk

- Kasteel Hoensbroek, Hoensbroek (Heerlen)
- Kerk en huizen, Ootmarsum (Dinkelland)
- Abdij en Kloveniersdoelen, Middelburg
- Museumdorp Orvelte, Beilen
- Waag en Accijnstoren, Alkmaar
- Windmolens, Kinderdijk (Alblasserwaard)
- Hoofdtoren en Oude Doelenkade, Hoorn
- Stadhuis, Veere

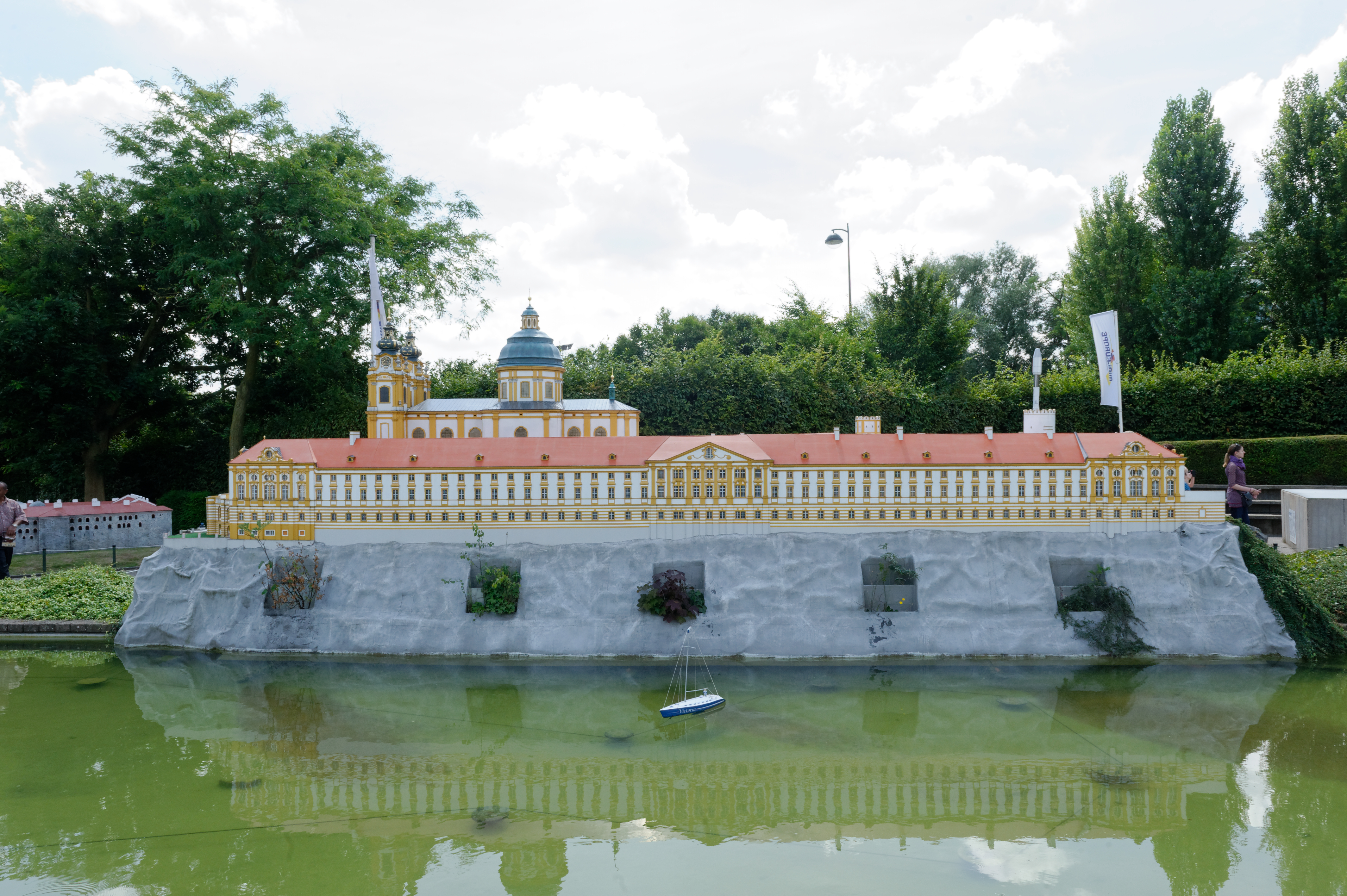
Stift van Melk

#### Oostenrijk
- Abdij van Melk, Melk

#### Polen
- Gdańsk:
  - Artushof
  - Monument van de dokwerkers

#### Portugal
- Lissabon:
  - Torre de Belém
  - Oceanário de Lisboa
- Kasteel van Guimarães
- Ribeira, Porto
- Traditioneel dorp in de Algarve

#### Roemenië
- Mogoşoaiapaleis

#### Slovenië
- Prešerenplein met de Tromostovje, Ljubljana

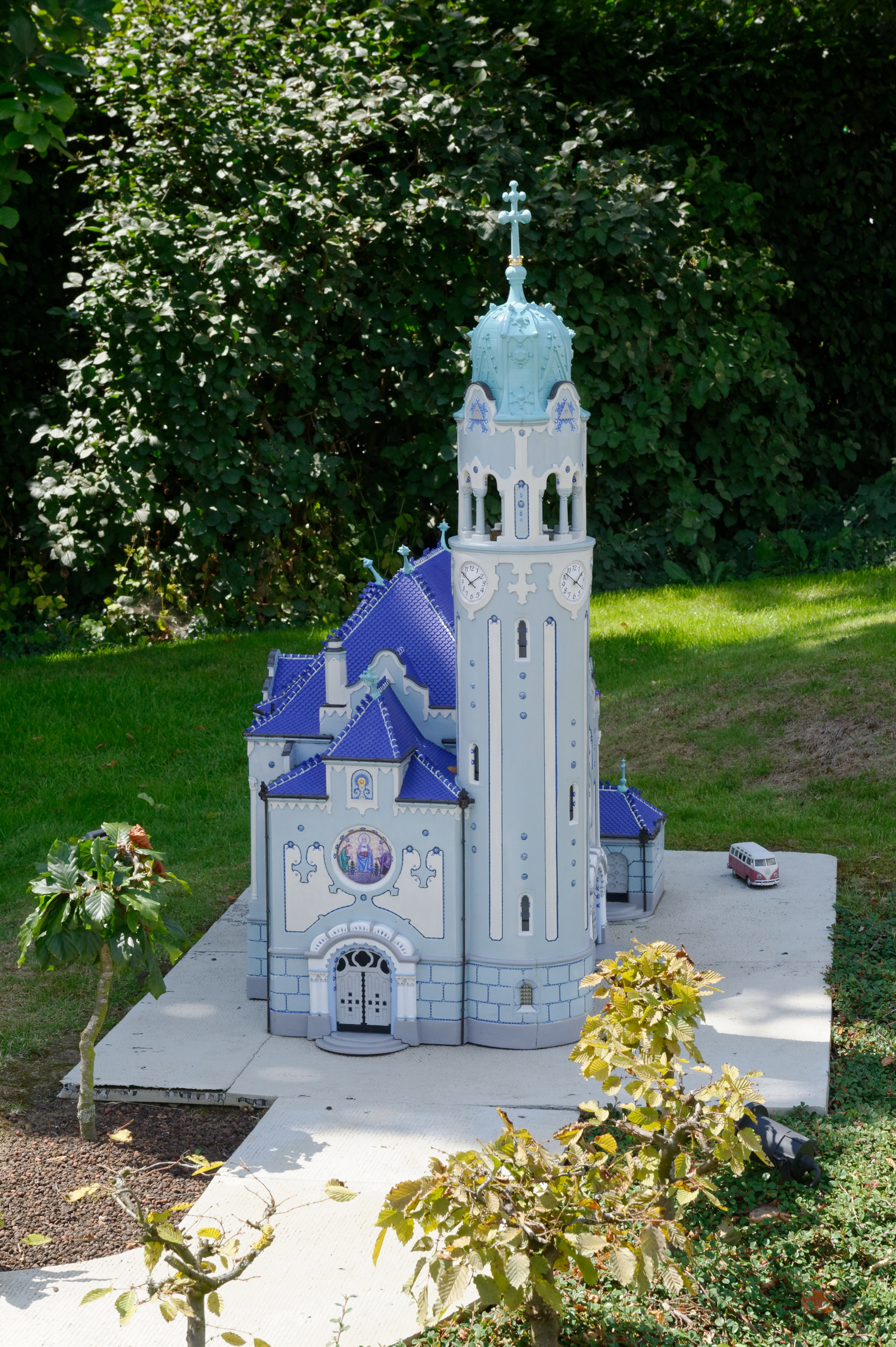
Blauwe Kerk van Bratislava

#### Slowakije
- De Blauwe kerk, Bratislava

#### Spanje
- Kathedraal, Santiago de Compostella
- Escorial
- Plaza de Toros, Sevilla
- Christoffel Columbus-monument, Barcelona
- Landschap met windmolens, La Mancha

#### Tsjechië
- Astronomisch uurwerk, Praag

#### Verenigd Koninkrijk
- Londen:
  - Big Ben
  - Palace of Westminster

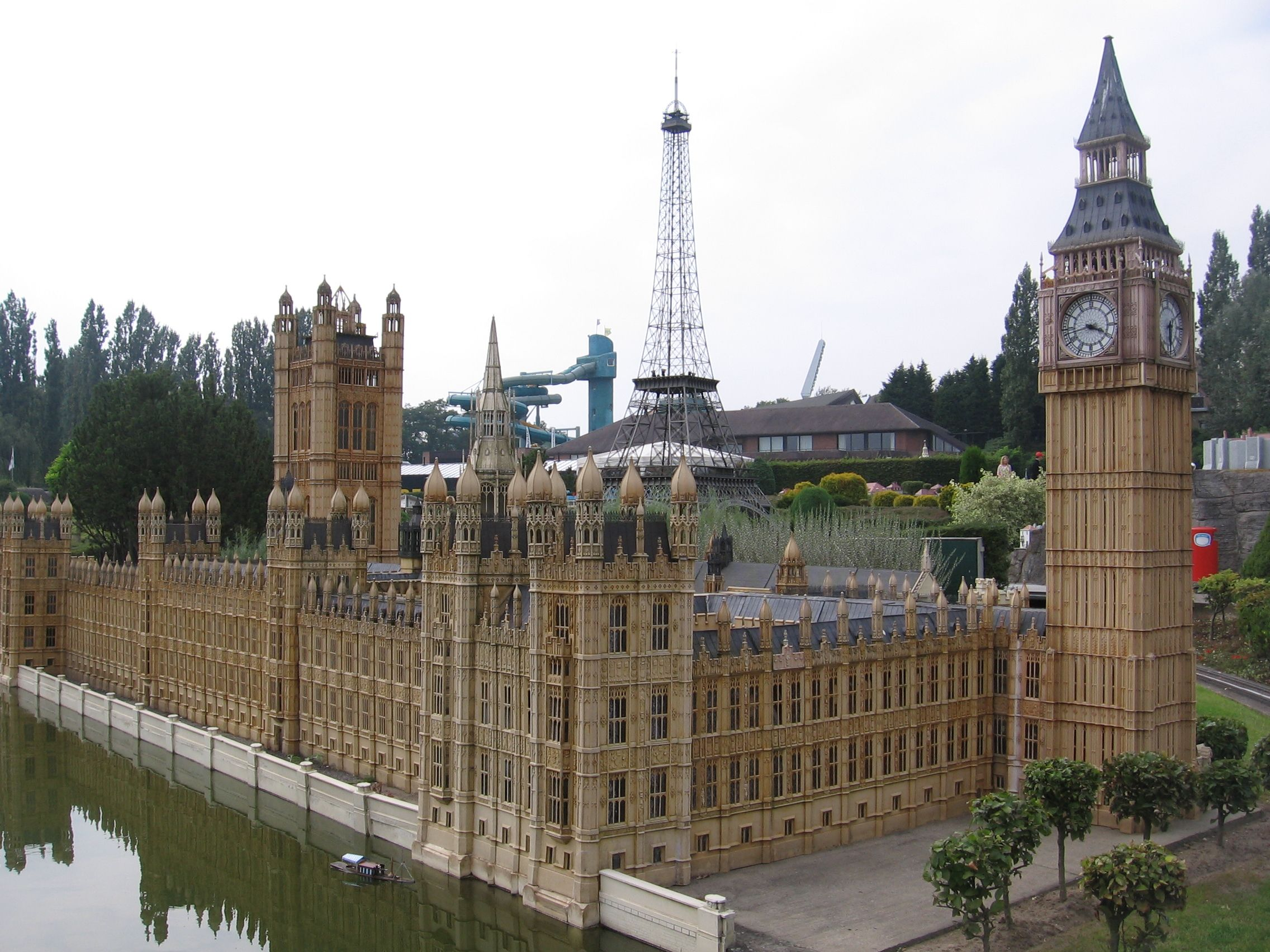
Palace of Westminster en de Big Ben, met de Eiffeltoren op de achtergrond

- Stratford-upon-Avon (Shakespeares geboortehuis, Anne Hathaway's huis, etc.)
- Longleat, Wiltshire
- Bath
  - Royal Crescent
  - Circus
- Dover Castle
- Arlington Row, Bibury
- Pride of Dover ferry
- Kanaaltunnel

#### Zweden
- Stadhuis, Stockholm

#### Overige
- Een Ariane 5-raket
- Een luchthaven
- Een reuzenrad
- Een Noordzee-olieplatform
- Een TGV-trein
- De Calypso (Jacques Cousteaus schip)